# Titularbistum Mela
Mela ist ein Titularbistum der römisch-katholischen Kirche.
Es geht zurück auf einen ehemaligen Bischofssitz in der antiken Stadt gleichen Namens in der römischen Provinz Bithynia et Pontus bzw. in der Spätantike Bithynia in Kleinasien (heute Türkei). Es gehörte der Kirchenprovinz Nikäa an.
| Titularbischöfe von Mela |                         |                                      |                   |                    |
| Nr.                      | Name                    | Amt                                  | von               | bis                |
| 1                        | George Leo Leech        | Weihbischof in Harrisburg (USA)      | 6. Juli 1935      | 19. Dezember 1935  |
| 2                        | Francis Joseph Monaghan | Koadjutorbischof in Ogdensburg (USA) | 17. April 1936    | 20. März 1939      |
| 3                        | Richard Cushing         | Weihbischof in Boston (USA)          | 10. Juni 1939     | 25. September 1944 |
| 4                        | Stanislaus Vincent Bona | Koadjutorbischof in Green Bay (USA)  | 2. Dezember 1944  | 3. März 1945       |
| 5                        | Lucjan Bernacki         | Weihbischof in Gniezno (Polen)       | 4. September 1946 | 28. September 1975 |